# Jacobus Christiaan Enschedé
Jacobus Christiaan Enschedé (Haarlem, 19 januari 1823 − Santpoort, 18 september 1907) was een burgemeester van de Nederlandse gemeente Velsen

## Loopbaan
J.C. Enschedé was een telg uit het Haarlemse drukkers-geslacht Enschedé.

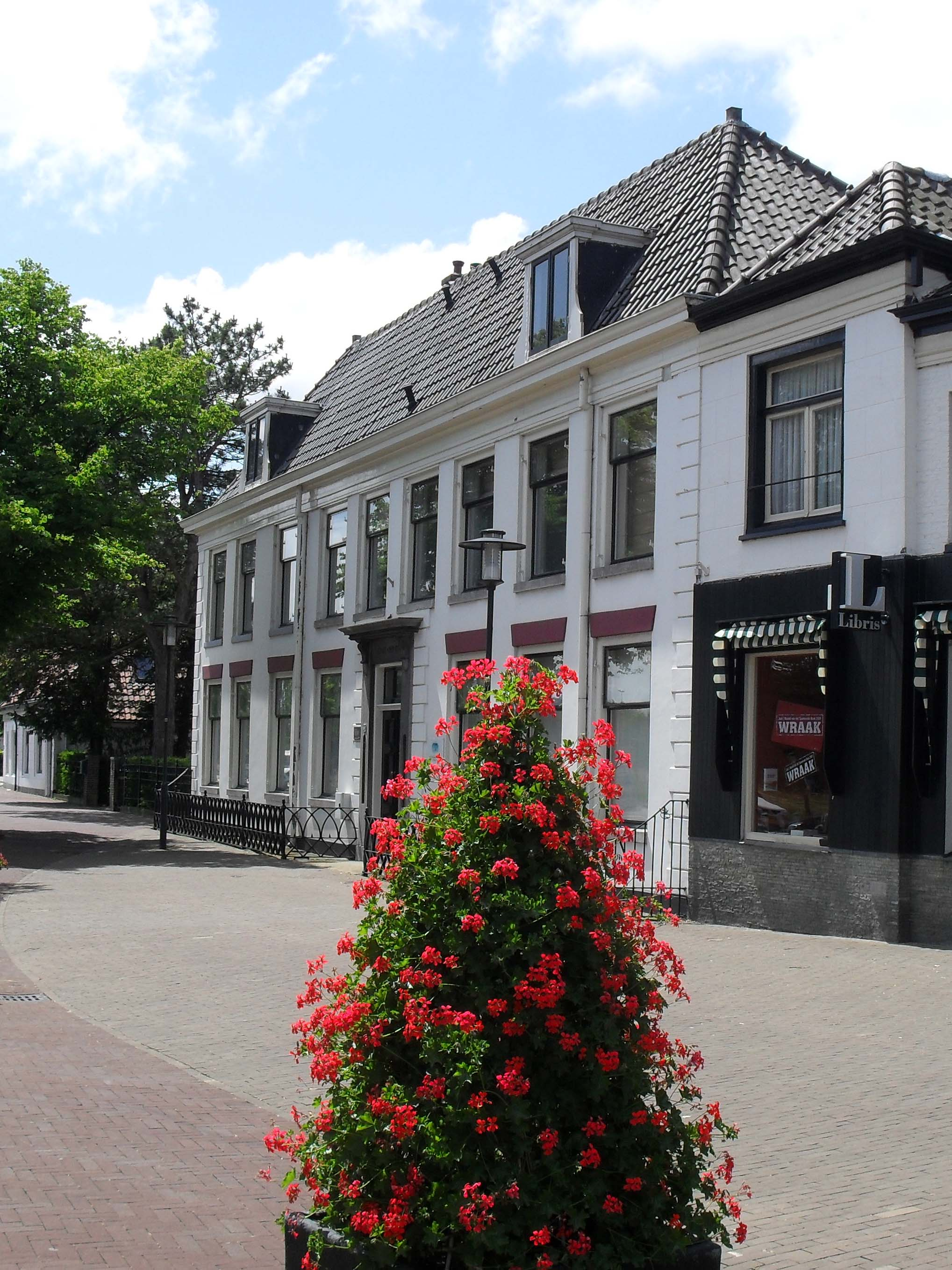
Vlugthoven

Van 1853 tot 1892 was hij de burgemeester van de gemeente Velsen in de Nederlandse provincie Noord-Holland.
Tijdens zijn ambtsperiode werd, zonder veel overleg met hem en de gemeente, in het Velsense duingebied de Breesaap van 1865 tot 1876 het Noordzeekanaal aangelegd. Hierdoor ontstond de nieuwe havenplaats IJmuiden, al spoedig daarna het grootste dorp van de gemeente.
In 1866 slaat de cholera-epidemie hard toe onder de kanaalgravers. Enschedé zette zich in voor de bestrijding van de ziekte. Hij werd hiervoor in 1867 door Koning Willem III onderscheiden.
In 1873 heeft hij het initiatief genomen voor de algemene begraafplaats De Biezen in Santpoort-Noord. De begraafplaats werd ontworpen door de tuinarchitect Louis Paul Zocher.

## Vlugthoven
In 1866 kocht J.C. Enschedé het landhuis Vlugthoven (toen eigenlijk 2 huizen) in Santpoort-Noord aan, in 1871 liet hij het huis tot een geheel verbouwen met een nieuwe voorgevel. Na zijn dood in 1907 kwam het huis toe aan zijn dochter Johanna Louiza Enschedé (1862-1950), geboren uit zijn huwelijk in 1861 met Catharina Lentfrinck (1831-1889), die er tot haar dood in 1950 woonde. Sinds 1973 is het witgepleisterde Vlugthoven een rijksmonument.
- International Standard Name Identifier: 0000 0003 9453 5139
- Nederlandse Thesaurus van Auteursnamen: 070022259
- Virtual International Authority File: 289061421
- WorldCat: E39PBJqFH77wBxQG79QRhbxkXd